# سومرن-ایند

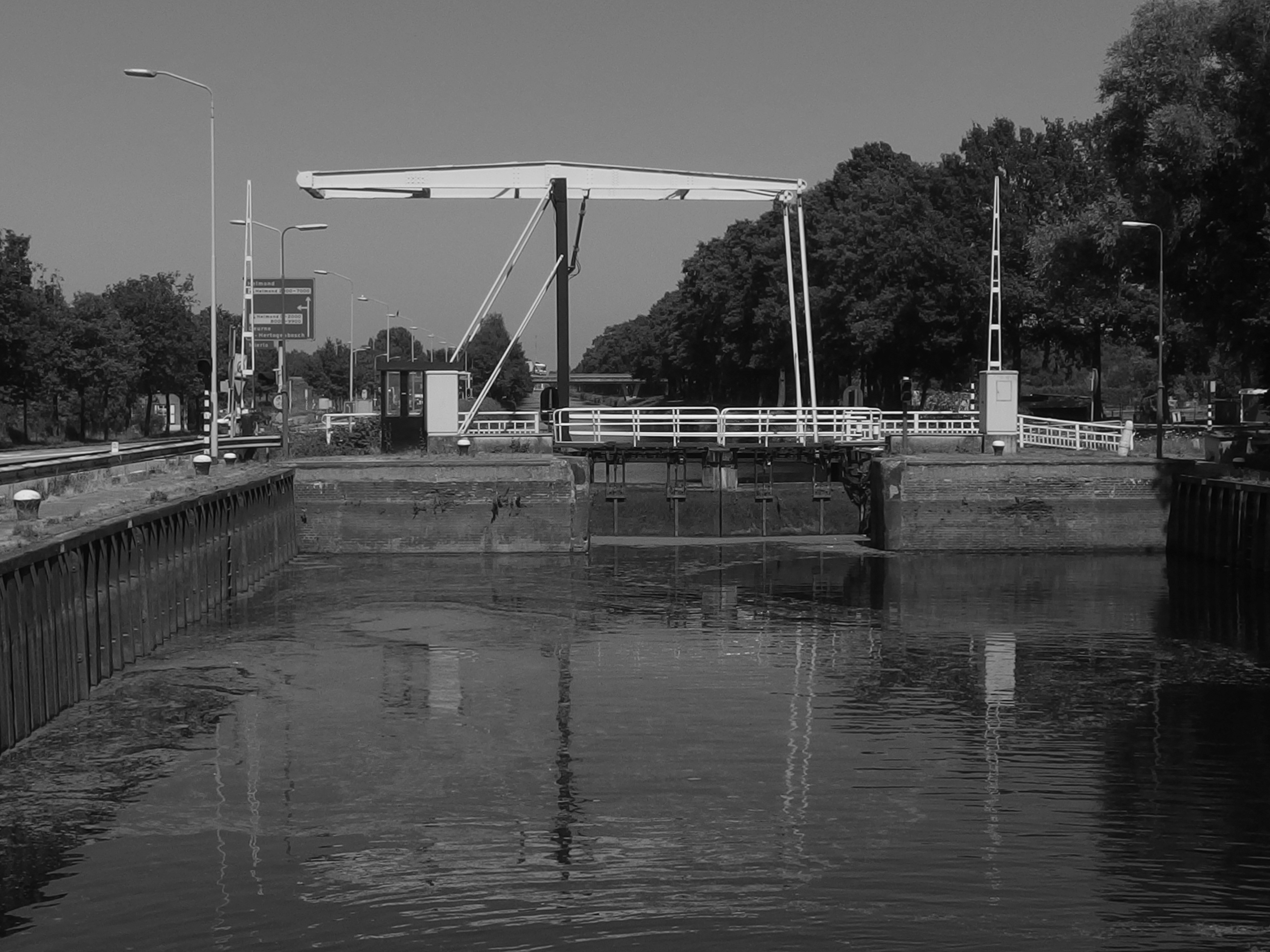
سومرن هلند

سومرن-ایند (به هلندی: Someren-Eind) یک منطقهٔ مسکونی در هلند است که در شهرستان سومرن واقع شده‌است. سومرن-ایند ۳٬۵۱۰ نفر جمعیت دارد.